# Jacoba Froukje Keegstra
Jacoba Froukje Keegstra alias Koos Pot-Keegstra (Amsterdam, 29 juli 1908 - 16 mei 1997) was een Nederlandse architecte en pionier in de moderne Nederlandse bouwkunst. Zij was tevens de eerste vrouw die de opleiding Bouwkunde succesvol afrondde aan de VHBO. Ze is de dochter van Harke Keegstra (gemeenteambtenaar) en Wietske Posthuma (onderwijzeres). Op 27 mei 1938 trouwde ze met Johan Willem Hindrik Cornelis Pot (architect). In 1944 werd hun dochter Fraukje geboren.

## Werk
Keegstra groeide op in Amsterdam waar ze in 1927 haar HBS-diploma haalde aan het Amsterdams Lyceum. Daarna behaalde ze in 1930 haar diploma bouwkunde aan de MTS in Haarlem. Na haar opleiding aan de MTS werkte ze bij een architectenbureau en studeerde ze in de avonduren aan de Amsterdamse Academie voor Bouwkunst, waar ze in 1936 als eerste vrouw haar eindexamen behaalde. Van 1936 tot 1938 werkte Keegstra bij Publieke Werken in Amsterdam. Na haar huwelijk verhuisden Keegstra en Pot naar Kijkduin waar ze ging werken bij de Rijksgebouwendienst. Ook zetten ze samen het architectenbureau Pot-Keegstra op.
Het eerste project van het tweetal was de Oranjehof in Amsterdam-West, een 108 appartementen tellend flatgebouw uit 1942 voor alleenstaande werkende vrouwen. Tijdens de wederopbouw na de oorlog werkten ze in de jaren veertig en vijftig aan verschillende grote woningbouwprojecten, scholen en de kerk in De Waal (Texel, 1948-1951). Het werk van Keegstra en Pot vond uitdaging in het oplossen van de nieuwe, moderne problemen, zoals het creëren van woonruimte voor studenten of bejaarden.
Keegstra is vooral bekend vanwege haar rol als hoofdarchitecte van de Bijlmerbajes. Het idee achter de Bijlmerbajes was niet om mensen op te sluiten, maar om deze afgedreven mensen in een soort 'hotel' (zoals ze dit zelf noemde) te helpen herstellen. Toen Pot in 1972 overleed, zette Keegstra het project zelf voort. In 1978 werd het gebouw opgeleverd.

## Vrouwen van het UAP
In het voorjaar van 2024 (maart-juli met nog een verlenging) besteedde het Van Eesteren Museum aandacht aan  vier vrouwelijke architecten (en hun oeuvre) werkend voor de Dienst der Publieke Werken ter invulling van het Algemeen Uitbreidingsplan van Cor van Eesteren en Ko Mulder. Er werd aandacht besteed aan het werk van Ko Mulder zelf, maar ook aan werk van Manon Peyrot, Koos Pot-Keegstra en Anna van Hattum. 